# 1081. grenadirski polk (Wehrmacht)
1081. grenadirski polk (izvirno nemško 1081. Grenadier-Regiment; kratica 1081. GR) je bil pehotni polk Heera v času druge svetovne vojne.

## Zgodovina
Polk je bil ustanovljen 10. julija 1944 kot sestavni del 543. grenadirske divizije.